# Saturday Night Fever (trilha sonora)
Saturday Night Fever: The Original Movie Sound Track é o disco da trilha sonora do grande sucesso do cinema, Saturday Night Fever, de 1977. O filme, e, mais particularmente, a trilha sonora, foram marcos da chamada era disco, que foi tão avassaladora quanto a era rock dos anos 50 e 60. Nos EUA, o disco ganhou disco de platina quinze vezes, ficando nas paradas de sucesso até 1980. Foi a trilha sonora que mais vendeu na  historia por 15 anos até que em 1992 a trilha de The Bodyguard se tornou a mais vendida, tendo esse recorde até hoje. Saturday Night Fever está em segundo lugar até hoje. 
Nos Estados Unidos, o álbum foi certificado 16× platina tendo vendido pelo menos dezesseis milhões de unidades. Ficou no topo das paradas por 24 semanas consecutivas de janeiro a julho de 1978 e no topo da parada Billboard por 120 semanas ate março de 1980. No Reino Unido, ficou dezoito semanas consecutivas no numero um. O álbum sintetizou o fenômeno disco em ambos os lados do Atlântico e foi uma sensação internacional. Ele foi adicionado ao Registro Nacional de Gravações da Biblioteca do Congresso por ser culturalmente significante.

## Músicas
LP
| Lado 1 |                          |                         |                |         |  |
| N.º    | Título                   | Compositor(es)          | Intérprete     | Duração |  |
| 1.     | "Stayin' Alive"          | B. Gibb/R. Gibb/M. Gibb | Bee Gees       | 4:45    |  |
| 2.     | "How Deep Is Your Love?" | B. Gibb/R. Gibb/M. Gibb | Bee Gees       | 4:05    |  |
| 3.     | "Night Fever"            | B. Gibb/R. Gibb/M. Gibb | Bee Gees       | 3:33    |  |
| 4.     | "More than a Woman"      | B. Gibb/R. Gibb/M. Gibb | Bee Gees       | 3:17    |  |
| 5.     | "If I Can't Have You"    | B. Gibb/R. Gibb/M. Gibb | Yvonne Elliman | 3:00    |  |

| Lado 2 |                          |                                 |                                      |         |  |
| N.º    | Título                   | Compositor(es)                  | Intérprete                           | Duração |  |
| 6.     | ""A Fifth of Beethoven"" | L. V. Beethoven/W. Murphy       | Walter Murphy and the Big Apple Band | 3:03    |  |
| 7.     | "More than a Woman"      | B. Gibb/R. Gibb/M. Gibb         | Tavares (banda)                      | 3:17    |  |
| 8.     | "Manhattan Skyline"      | D. Shire                        | David Shire                          | 4:44    |  |
| 9.     | "Calypso Breakdown"      | B. Salter/R. MacDonald/W. Eaton | Ralph MacDonald                      | 7:50    |  |

| Lado 3 |                           |                         |                          |         |  |
| N.º    | Título                    | Compositor(es)          | Intérprete               | Duração |  |
| 10.    | "Night on Disco Mountain" | D. Shire                | David Shire              | 5:12    |  |
| 11.    | "Open Sesame"             | R. Bell/Kool & the Gang | Kool & the Gang          | 4:01    |  |
| 12.    | "Jive Talkin'"            | B. Gibb/R. Gibb/M. Gibb | Bee Gees                 | 3:43    |  |
| 13.    | "You Should Be Dancing"   | B. Gibb/R. Gibb/M. Gibb | Bee Gees                 | 4:14    |  |
| 14.    | "Boogie Shoes"            | Harry "KC"/R. Finch     | KC and the Sunshine Band | 2:17    |  |

| Lado 4         |                 |                      |                |         |  |
| N.º            | Título          | Compositor(es)       | Intérprete     | Duração |  |
| 15.            | "Salsation"     | D. Shire             | David Shire    | 3:50    |  |
| 16.            | "K-Jee"         | C. Hearndon/H. Fuqua | MFSB           | 4:13    |  |
| 17.            | "Disco Inferno" | L. Green/R. Kersey   | The Trammps    | 10:52   |  |
| Duração total: | Duração total:  | Duração total:       | Duração total: | 74:06   |  |